# روجر تان
روجر تان هو محامي ماليزي، ولد في 1 أكتوبر 1961 في Yong Peng ‏ في ماليزيا.

## وصلات خارجية
- الموقع الرسمي